# Sphaeropsocidae
Sphaeropsocidae (лат.) — семейство сеноедов из подотряда Troctomorpha. Около 20 видов.

## Описание
Мелкие сеноеды, длина тела 1,0 — 2,5 мм. Самки большинства видов бывают двух форм, бескрылые и крылатые, в то время как самцы бескрылые. Тело не вдавленное, задние ноги обычно заходят за вершину брюшка. Верхушка лацинии разделена. Сложные глаза как у крылатых, так и у бескрылых форм, состоящие из нескольких оцеллий. Грудной стернум узкий. Переднеспинка простая, не разделена на доли. Мезо- и метаноты слились у некрылытых форм. Задние бёдра не расширены. У крылатых форм имеются только передние крылья, выпуклые, надкрылья, с неполным жилкованием. 8-й и 9-й тергиты брюшка срослись. Субгенитальная пластинка с Т-образным склеритом. Гонапофизы полные, дорсальная створка несколько расширена; наружная створка крупная, не разделена на лопасти, несколько прямоугольная, без щетинок. Фаллосома спереди закрыта; парамеры на вершине изогнуты внутрь, фланкируя эдеагальное строение.
У самок этого семейства уменьшенные, жукообразные надкрылья и отсутствуют задние крылья, а у самцов крылья либо маленькие, либо отсутствуют. Твёрдые и куполообразные передние крылья делают этих насекомых внешне похожими на мелких жуков. Они предпочитают жить на земле между опавшими листьями и другим разлагающимся растительным материалом, а также известны из запасов хранящихся продуктов.

## Классификация
- †Asphaeropsocites Azar et al. 2010 — ливанский янтарь, меловой период[6]
- Badonnelia Pearman, 1953[7] — Чили (кроме того, широко распространён Badonnelia titei, который обнаружен в Европе и Северной Америке, благодаря транспорту человека)[8]
- †Globopsocus Azar & Engel, 2008 — таймырский янтарь (Агапа)[9]
- Prosphaeropsocus Mockford, 2009 — Калифорния[10]
- Sphaeropsocopsis Badonnel, 1963 — Северная Америка[10][11], Южная Америка
- Sphaeropsocus Hagen, 1882 — США и балтийский янтарь, эоцен[5]
- †Sphaeropsocites Grimaldi & Engel, 2006 — ливанский янтарь, меловой период[12]
- †Sphaeropsocoides Grimaldi & Engel, 2006, канадский янтарь, меловой период[12]
- Troglosphaeropsocus Mockford, 2009 — Аризона[10]